# Chromatomyia kluanensis
Chromatomyia kluanensis är en tvåvingeart som beskrevs av Griffiths 1974. Chromatomyia kluanensis ingår i släktet Chromatomyia och familjen minerarflugor. Inga underarter finns listade i Catalogue of Life.